# Loes
Loes is een Nederlandse meisjesnaam. De naam is een verkorting van Louise, dat is afgeleid van Lodewijk.
Lodewijk (oorspronkelijk "Chlodowig") is een tweestammige Germaanse naam (lod- is "roemvol" of "buit", -wig is "strijd"). De naam betekent dus zoveel als "roemvolle strijder" of "strijder om de buit".

## Bekende personen
- Loes den Hollander, Nederlandse schrijfster
- Loes Luca, Nederlandse actrice
- Loes van Overeem, Rode Kruis-medewerkster
- Loes Wouterson, Nederlandse actrice
- Loes van Straaten (1922-1991), eerste bosbouwster van Nederland[1]